# C'eravamo tanto amati
C'eravamo tanto amati (en italià Ens havíem estimat tant) és una pel·lícula de comèdia del 1974, dirigida per Ettore Scola i protagonitzada per Vittorio Gassman, Nino Manfredi, Stefania Sandrelli, Stefano Satta Flores, Giovanna Ralli i Aldo Fabrizi. Considerada l'obra mestra de Scola, sanciona l'entrada del director a la nòmina dels cineastes italians més grans de tots els temps.A mig camí entre la comèdia italiana i el cinema compromès socialment, la pel·lícula també ret homenatge a altres gèneres cinematogràfics, en virtut de la trama que recorre uns 30 anys d'història italiana, i sobretot a través d'una sèrie d'informes fílmics en honor de Vittorio De Sica, Federico Fellini, Michelangelo Antonioni, Roberto Rossellini i Alain Resnais.
La pel·lícula va guanyar nombrosos premis, incloent el Gran Premi del Festival Internacional de Cinema de Moscou, un premi César a la millor pel·lícula estrangera, tres Nastro d'Argento, la Grolla d'Oro de Saint Vincent. La pel·lícula es va incloure posteriorment a la llista 100 film italiani da salvare.
La pel·lícula està dedicada a Vittorio De Sica, que va morir durant la realització.

## Sinopsi
La pel·lícula gira entorn de la conducta de tres amics després d'haver-se conegut en una de les batalles de la Segona Guerra Mundial. Se'ls veu en plena neu lluitant contra blindats nazis amb metralleta a la mà i sense uniforme, sens dubte partisans antifeixistes (amb un Mussolini ja caigut).
- La pel·lícula exposa a l'advocat (Vittorio Gassman) com a agressor físic, primer de la jove que li va brindar el seu afecte (arriben primer amb bicicleta a la casa del magnat) i després surt amb carro del "gros" empresari. I després agredeix al mateix sogre que l'acull a la seva casa. Al final el seu amic li diu, quan li dona una moneda per cuidar carros, "és molt rar veure un advocat honrat...”. Al final la seva esposa (s'assembla bastant a Sofia Loren) se suïcida perquè, tot i haver haver trobat una altra parella, se sent abandonada.
- El professor Nicola, és expulsat de la seva càtedra per exposar la seva idea contrària a la d'una pel·lícula, davant un grup reaccionari i rígid de persones majors. La seva dona amb fills li diu plorant que demani perdó. No ho fa i deixa a la seva família, irresponsablement. Gana un premi en un concurs de coneixements en la TV, però per arriscat perd les més de 125 mil lires per un Fiat 600.
- L'auxiliar d'hospital (una mica semblant a Marcelo Mastroniani) al final es casa amb la jove que va conèixer a l'hospital. Ell agredeix al seu amic advocat per ella i també a un empleat d'una filmació. Després ja amb un petit fill es casa amb ella.
- La filla del milionari, que componia versos al seu pare, molt casolana, s'"enamora" de l'advocat. Sense formació cultural, veu en l'advocat un tipus superior. Es casen, però al final, ella se suïcida..?, i com si fos ciència-ficció al cementiri de carros li diu que ell no vol a ningú...
- El milionari, gros, qui deia "els milionaris som solitaris perquè som pocs...", dedicat a la construcció, té problemes amb la justícia que l'acusa de corrupte, evasor d'impostos i ingrat amb els seus treballadors que moren en les seves obres. Al final en la seva mansió queden només ell i el gendre advocat, a qui li diu: no moriré, no moriré.
- La jove a qui els tres festegen, fins i tot el professor amb les seves bromes, i a qui l'advocat confessa el seu amor. Ella li diu que ja no elñ té en compte.

## Repartiment
- Nino Manfredi - Antonio
- Vittorio Gassman - Gianni Perego
- Stefania Sandrelli - Luciana Zanon
- Stefano Satta Flores - Nicola Palumbo
- Giovanna Ralli - Elide Catenacci, Romolo's daughter
- Aldo Fabrizi - Romolo Catenacci
- Elena Fabrizi - Esposa de Romolo Catenacci
- Marcella Michelangeli - Gabriella, esposa de Nicola
- Ugo Gregoretti - Presentador
- Mike Bongiorno - ell mateix
- Federico Fellini - ell mateix
- Marcello Mastroianni - ell mateix
- Nello Meniconi - ell mateix
- Guidarino Guidi - ell mateix
- Vittorio De Sica - ell mateix
- Alfonso Crudele - Edoardo
- Isa Barzizza - Elena

## Producció
La pel·lícula fou rodada gairebé íntegrament a la ciutat de Roma. La primera part de la pel·lícula, sobre el passat, es roda en blanc i negre; la segona part, la contemporània, és en color.
De diverses preses, tant internes com externes, observem que la vila de Gianni és la mateixa on les escenes del quart episodi de Di che segno sei? di Sergio Corbucci del 1975 o aquella en què Alberto Sordi, que interpreta el goril·la del comandant, després de molts anys pren el paper de l'"italoamericà" Nando Mericoni (que va aparèixer per primera vegada en un episodi d' Un giorno in pretura del 1953 i després protagonista d Un americano a Roma el 1954, tots dos de Steno, amb la participació de Sordi al guió).
L'esmentada vil·la també es va utilitzar per a algunes escenes interiors (sala de billar amb caps de peluix penjats a la paret) de La vergine, il toro e il capricorno di Luciano Martino del 1977.

## Estrena i recaptació
La pel·lícula es va estrenar als cinemes italians el 21 de desembre de 1974. Va ser un gran èxit, classificant-se en el lloc 13 del rànquing la temporada 1974-1975. Els ingressos totals foren aproximadament de 3.584.378.000 lires d'aleshores.

## Reconeixements
- 1975 - Nastro d'argento
  - Millor actor no protagonista  a Aldo Fabrizi
  - Millor actriu no protagonista a Giovanna Ralli
  - Millor escenografia a Age & Scarpelli ed Ettore Scola
  - Nominació Millor director a Ettore Scola
  - Nominació Millor actor protagonista a Stefano Satta Flores
- 1974 - Globo d'oro
  - Millor actor a Vittorio Gassman
  - Millor actor revelació a Stefano Satta Flores
- 1975 - Grolla d'oro
  - Millor director a Ettore Scola
  - Millor actriu a Stefania Sandrelli
- 1975 - 9è Festival Internacional de Cinema de Moscou[7]
  - Gran Premi a Ettore Scola
- 1977 - Premi César
  - César a la millor pel·lícula estrangera (Italia)